# The Strength of Donald McKenzie
The Strength of Donald McKenzie è un film muto del 1916 diretto da Jack Prescott e William Russell. Prodotto dalla American Film Manufacturing Company, il film aveva come interpreti William Russell e Charlotte Burton. La sceneggiatura, firmata da J. Edward Hungerford, si basa su un soggetto di Russell E. Smith.

## Trama
John Condon, un editore sull'orlo del fallimento, si reca a passare alcuni giorni nei boschi, accompagnato dalla figlia Mabel. Lì, lei conosce Donald McKenzie, un romantico boscaiolo che passa il tempo libero a scrivere poesie. Quando i due cittadini se ne vanno, Donald invia a Condon - sotto un nome falso - il suo manoscritto. Condon è entusiasta del nuovo autore, certo che, se pubblicato, il suo libro diventerà un best seller. Condon e Mabel ritornano nella foresta, facendosi accompagnare questa volta da Maynard Randall, un corteggiatore della ragazza. Questi diventa presto geloso di Donald tanto da cercare un killer pronto a ucciderlo. Il sicario, però, sbaglia il bersaglio e Donald resta solo ferito.

Pierre è un bracconiere e un giorno viene colpito: soccorso da Donald e Mabel che lo curano, si pente di ciò che ha fatto e confessa tutto, rivelando la parte che Maynard ha avuto nella storia. I due giovani, allora, decidono di sposarsi e Condon, che ha scoperto che Donald è l'autore misterioso, rimette in sesto le proprie finanze con i proventi della pubblicazione del libro.

## Produzione
Il film fu prodotto dalla American Film Manufacturing Company con il titolo di lavorazione The Guide. Alcune delle scene in esterni furono girate a Little Bear Lake, in California.

## Distribuzione
Il copyright del film, richiesto da The American Film Co., Inc., fu registrato il 3 agosto 1916 con il numero LP10809. Nello stesso giorno, distribuito dalla Mutual, il film uscì nelle sale cinematografiche statunitensi.

### Conservazione
Non si conoscono copie ancora esistenti della pellicola che viene considerata presumibilmente perduta.